# Grand Prix automobile du Canada 1973
Résultats du Grand Prix du Canada de Formule 1 1973 qui a eu lieu sur le circuit Mosport Park le 23 septembre 1973.

## Classement
| Pos  | N° | Pilote               | Voiture           | Tours | Temps/Abandon       | Grille | Points |
| ---- | -- | -------------------- | ----------------- | ----- | ------------------- | ------ | ------ |
| 1    | 8  | Peter Revson         | McLaren-Ford      | 80    | 1 h 59 min 04 s 083 | 2      | 9      |
| 2    | 1  | Emerson Fittipaldi   | Lotus-Ford        | 80    | +32 s 734           | 5      | 6      |
| 3    | 17 | Jackie Oliver        | Shadow-Ford       | 80    | +34 s 505           | 14     | 4      |
| 4    | 20 | Jean-Pierre Beltoise | BRM               | 80    | +36 s 514           | 16     | 3      |
| 5    | 5  | Jackie Stewart       | Tyrrell-Ford      | 79    | + 1 tour            | 9      | 2      |
| 6    | 25 | Howden Ganley        | Iso Marlboro-Ford | 79    | + 1 tour            | 22     | 1      |
| 7    | 27 | James Hunt           | March-Ford        | 78    | + 2 tours           | 15     |        |
| 8    | 10 | Carlos Reutemann     | Brabham-Ford      | 78    | + 2 tours           | 4      |        |
| 9    | 23 | Mike Hailwood        | Surtees-Ford      | 78    | + 2 tours           | 12     |        |
| 10   | 29 | Chris Amon           | Tyrrell-Ford      | 77    | + 3 tours           | 11     |        |
| 11   | 11 | Wilson Fittipaldi    | Brabham-Ford      | 77    | + 3 tours           | 10     |        |
| 12   | 9  | Rolf Stommelen       | Brabham-Ford      | 76    | + 4 tours           | 18     |        |
| 13   | 7  | Denny Hulme          | McLaren-Ford      | 75    | + 5 tours           | 7      |        |
| 14   | 26 | Tim Schenken         | Iso Marlboro-Ford | 75    | + 5 tours           | 24     |        |
| 15   | 4  | Arturo Merzario      | Ferrari           | 75    | + 5 tours           | 20     |        |
| 16   | 12 | Graham Hill          | Shadow-Ford       | 73    | + 7 tours           | 17     |        |
| 17   | 16 | George Follmer       | Shadow-Ford       | 73    | + 7 tours           | 13     |        |
| 18   | 24 | Carlos Pace          | Surtees-Ford      | 72    | + 8 tours           | 19     |        |
| Nc.  | 18 | Jean-Pierre Jarier   | March-Ford        | 71    | Non classé          | 23     |        |
| Nc.  | 28 | Rikky von Opel       | Ensign-Ford       | 68    | Non classé          | 26     |        |
| Abd. | 21 | Niki Lauda           | BRM               | 62    | Transmission        | 8      |        |
| Abd. | 0  | Jody Scheckter       | McLaren-Ford      | 32    | Accident            | 3      |        |
| Abd. | 6  | François Cevert      | Tyrrell-Ford      | 32    | Accident            | 6      |        |
| Abd. | 15 | Mike Beuttler        | March-Ford        | 20    | Moteur              | 21     |        |
| Abd. | 2  | Ronnie Peterson      | Lotus-Ford        | 16    | Suspension          | 1      |        |
| Abd. | 19 | Peter Gethin         | BRM               | 5     | Pompe à huile       | 25     |        |

Légende :
- Abd.=Abandon

## Pole position et record du tour
- Pole position : Ronnie Peterson en 1 min 13 s 697 (vitesse moyenne : 193,294 km/h).
- Tour le plus rapide : Emerson Fittipaldi en 1 min 15 s 496 (vitesse moyenne : 188,688 km/h).

## Tours en tête
- Ronnie Peterson : 2 (1-2)
- Niki Lauda : 17 (3-19)
- Emerson Fittipaldi : 13 (20-32)
- Jackie Stewart : 1 (33)
- Jean-Pierre Beltoise : 6 (34-39)
- Jackie Oliver : 7 (40-46)
- Peter Revson : 34 (47-80)

## À noter
- 2e victoire en championnat du monde pour Peter Revson.
- 8e victoire en championnat du monde pour McLaren en tant que constructeur.
- 65e victoire en championnat du monde pour Ford Cosworth en tant que motoriste.
- 1re apparition d'une voiture de sécurité (une Porsche 914 conduite par Eppie Wietzes) en championnat du monde de Formule 1[1].